# José María Pérez de Urdininea
José María Pérez de Urdininea, né le 31 octobre 1784 à La Paz en Bolivie et mort le 4 novembre 1865 dans la même ville, est un homme d'État et militaire sud-américain ayant participé aux guerres d'indépendance hispano-américaines et qui est le troisième président de la république de Bolivie du 18 avril au 2 août 1828, après le départ du maréchal Antonio José de Sucre. 

## Carrière militaire

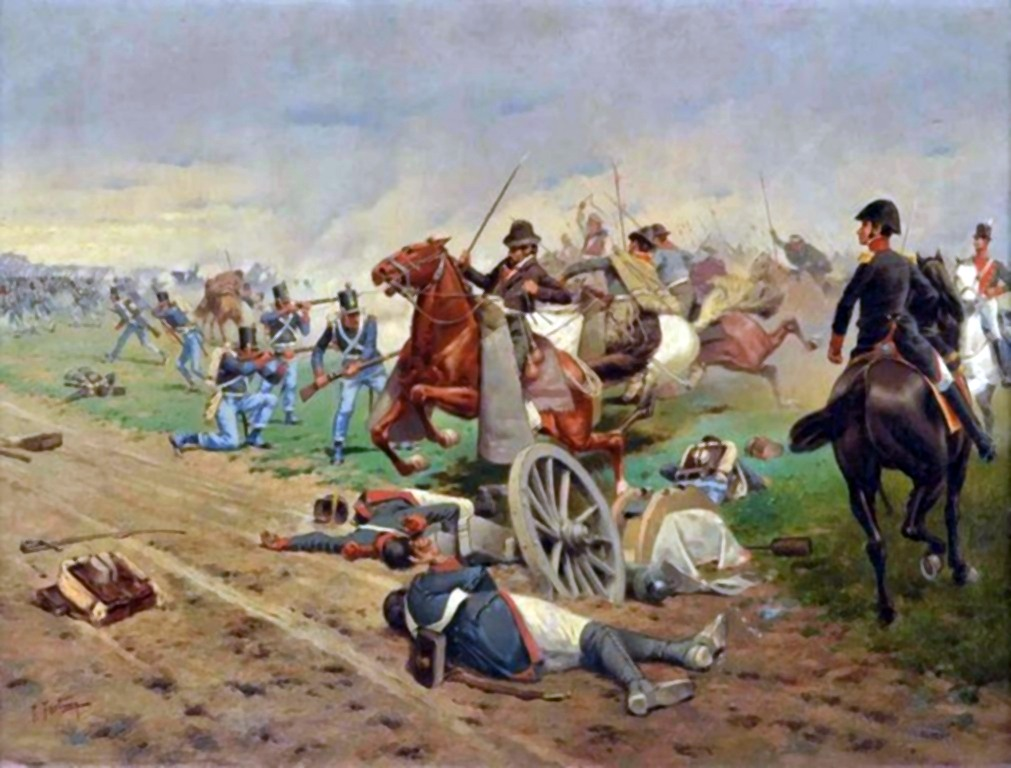
Huile sur toile de la bataille de Tucuman par Francisco Fortuny (1865-1942).

José María Pérez de Urdininea est né à la ferme de "Anquioma", dans la ville de Luribay, dans le département de La Paz, le 31 octobre 1784. Il étudie au séminaire de La Paz puis à Cochabamba. En 1809, il s'engage dans l'armée et participe à la répression des révolutions de Chuquisaca et de La Paz. Par la suite, il combat aux côtés des patriotes indépendantistes après la bataille de Suipacha, en avril 1811, et est battu lors de la défaite de Huaqui.
Blessé, il fut emmené en Argentine, où il rejoignit l'armée du Nord commandée par Manuel Belgrano, participant aux batailles de Tucuman et de Salta puis aux campagnes suivantes dans le Haut-Pérou. En 1816, lors du retrait du général José Rondeau après la bataille de Sipe-Sipe, il prit la tête de l'arrière-garde patriotique à Humahuaca. Il n'a pas reconnu l'autorité du gouverneur Güemes et, à la fin de l'année, il se retira dans le sud. Il rejoignit ensuite l'armée des Andes en 1817 et participa à la campagne d'indépendance pour le Chili. Il a participé notamment à la bataille de Chacabuco. Peu de temps après, il revint à Salta où il fut mis à la tête d'une division. 
Il revint ensuite au Chili jusqu'en 1820, année de sa promotion au grade de colonel. La même année, il se rendit à Cuyo, où il combattit les insurgés de Mariano Mendizábal et le dirigeant chilien José Miguel Carrera. Il était le deuxième du colonel José Albino Gutiérrez dans la bataille de Punta del Médano.

## Gouverneur
De retour en Argentine, il devient, en janvier 1822, gouverneur de la province de San Juan, poste qu'il occupe pendant une année. Favoralbe à un régime centralisé dans les Provinces-Unies du Río de la Plata, il rejoint le parti unitaire. De par sa position, il a tenté de former une armée pour envahir le Haut-Pérou, mais n'a pas réussi à lever des fonds ni à obtenir l'aide du gouvernement argentin. Malgré tout, il a réussi à former un contingent de près de 500 hommes, placés sous le commandement de José María Paz, et qui sont restés à Salta jusqu'à ce que la campagne prévue puisse être menée à bien. Il a installé ses forces à Humahuaca mais finalement elles sont restées inactives pendant deux ans.

## En Bolivie
Au début de 1825, sous le commandement du gouverneur de Salta, Juan Antonio Álvarez de Arenales, il participe à la dernière campagne dans le Haut-Pérou. Arenales l'envoya à la tête d'un avant-poste, pour faire face à Pedro Antonio Olañeta, mais il mourut dans une confrontation avec ses subordonnés afin de devenir indépendant de l'autorité d'Arenales et de continuer son chemin vers le nord jusqu'à ce qu'il reçoive la reddition du dernier officier. 
En 1825, Urdininea rejoint l'armée bolivienne du maréchal Antonio José de Sucre, qui vient de proclamé l'indépendance de la Bolivie. Par la suite, il est nommé par Sucre, ministre de la guerre, puis lorsque ce dernier devient président à vie il fut nommé président du conseil des ministres devenant ainsi le deuxième homme le plus puissant du pays.  

## Fin de carrière
À la démission du maréchal, il assuma la présidence de la Bolivie pendant trois mois. Accusé de ne pas avoir affronté l'invasion péruvienne d'Agustín Gamarra, il se retira dans l'un de ses domaines pendant plus de dix ans.
À l'occasion de la guerre de la Confédération, il fut rappelé en 1838 par le maréchal Andrés de Santa Cruz, alors protecteur suprême de la Confédération péruvio-bolivienne, et ainsi réintégrer dans l'armée. Il a ainsi participé à la bataille de Yungay avant de devenir ministre de la guerre dans les gouvernements de José Ballivián et de Jorge Córdova. Après la mort de Córdova, il se retire de la politique et décède à La Paz le 4 novembre 1865 à l'âge de 81 ans.